# Jewhen Hrebinka
Jewhen Pawłowycz Hrebinka, ukr. Євген Павлович Гребінка; Jewgienij Pawłowicz Grebionka, Евгений Павлович Гребёнка (ur. 2 lutego 1812 w chutorze na Połtawszczyźnie, zm. 15 grudnia 1848 w Petersburgu) – ukraiński poeta, bajkopisarz, beletrysta, wydawca i społecznik. Tworzył w języku ukraińskim i rosyjskim.
Autor jednego z najbardziej znanych romansów rosyjskich „Oczy czarne” (ros. „Чёрные очи”), napisanego w roku 1843.

## Życiorys
Urodził się w rodzinie rotmistrza sztabowego. Podstawową edukację zdobył w domu. W latach 1825–1831 uczył się w niżeńskim gimnazjum nauk wyższych, tam też napisał swoje pierwsze wiersze. Od 1829 r. pracował nad przekładem na ukraiński poematu Połtawa Puszkina. W 1831 r. po raz pierwszy w „Ukraińskim Almanachu” opublikowano jego wiersz – Rogdajew pir (Рогдaeв пир). We wrześniu tego roku został wcielony do VIII Małoruskiego Pułku rezerwowego, którego zadaniem było tłumienie polskiego powstania listopadowego. Jednak nim wysłano oddział na ziemie polskie, powstanie upadło.
W 1834 r. po opuszczeniu armii Hrebinka wyjechał do Sankt Petersburga, a wiosną tego roku opublikowano zbiór jego bajek Małorossijskije prikazki (Малороссийские приказки). W czerwcu 1835 r. Iwan Soszenko poznał Hrebinkę z Tarasem Szewczenką, któremu 5 lat później Hrebinka pomógł wydać drukiem zbiór wierszy Kobziarz (Кобзар). W 1837 r. Hrebinka otrzymał posadę nauczyciela języka rosyjskiego w pułku dworskim. Zaangażował się również w ideę wydania ukraińskich wierszy drukiem jako dodatku do czasopisma „Otieczestwiennyje Zapiski” („Отечественные Записки”). Otrzymawszy od redakcji odmowę, zebrane utwory opublikował w 1841 r. w zbiorze Łastiwka (Ластiвка). Ta sama gazeta zaproponowała mu jeszcze w tym samym roku publikację jego powieści Zapiski studienta (Записки студента), a periodyk „Utrienniej zarie” („Утреннeй заре”) wydrukował kolejną powieść – Kulik (Кулик). Następne powieści Sienia (Сеня), Czajkowskij (Чайковский) i Doktor (Доктор) ukazywały się w l. 1842, 1843 i 1844.
Krótko po wydaniu tej ostatniej Hrebinka po powrocie z podróży na Ukrainę ożenił się z Marią Rostenberg. Słynął ze swojej działalności społecznej – w 1847 roku we wsi Rudce na rodzimej Połtawszczyźnie ufundował parafialną szkołę dla wiejskich dzieci. Przed śmiercią opublikował jeszcze szkic Pietierburgskaja storona (Петергбурская сторона, 1845) i powieści: Zaborow (Заборов, 1847) oraz Prikluczenija siniej assignacii (Приключения синей ассигнации, 1847). Dziełem jego życia były jednak zbiory pisanych prozą utworów, które zaczął publikować w 1846 r. i do końca 1848 r. wydał 8 tomów. Po śmierci Hrebinki jego ciało przewieziono i pochowano w chutorze, z którego pochodził.
Ulubionym gatunkiem Hrebinki była bajka, która na Naddnieprzu od wieków miała bogatą tradycję, a nawrót jej popularności przypadł na XVIII w. Dzięki twórczości Skoworody i Kryłowa, Hrebinka inspirował się zdobyczami poprzedników, nadał swoim bajkom jednak szerszy kontekst, zawierając w nich realia i mentalność prostych ludzi. Dzięki temu bajki Hrebinki można traktować jako źródło wiedzy o ówczesnych realiach, np. traktowaniu przez władze carskie ludności ukraińskiej. Głównym bohaterem jest na ogół prosty wieśniak, zmuszony przeciwstawić się bogatemu i chciwemu panu. Większość bajek Hrebinki odwołuje się do tradycji i ludowości, do motywów narodowych. Dzięki temu obrazy w nich zawarte były zrozumiałe nawet dla słabo wykształconych odbiorców.

## Najważniejsze utwory
- Човен (1833)
- Малороссийские приказки (1834)
- Рассказы пирятинца (1837)
- Кулик (1840)
- Записки студента (1841)
- Нежинский полковник Золотаренко (1842)
- Богдан (1843)
- Чайковский (1843)
- Приключения синей ассигнации (1847)